# Овруцький історико-краєзнавчий музейний комплекс «Древлянські джерела»
Овруцький історико-краєзнавчий музейний комплекс «Древлянські джерела» — краєзнавчий, історичний та етнографічний музей Овруча Овруцької міської громади Коростенського району Житомирської області. Заснований у 2004 році.

## Історія
З метою залучення молодого покоління до вивчення та збереження історико-культурної спадщини свого народу за ініціативи Мошківської Лариси Сильвестрівни, колишнього голови Овруцького районного комітету Профспілки працівників освіти і науки України, в 2004 році освітяни району розпочали збір експонатів для музейного комплексу «Древлянські джерела». Протягом двох років було зібрано понад тисячу експонатів, 25 травня 2006 року відбулося відкриття музею «Історія освітян Овруччини» у приміщенні Центру дитячої і юнацької творчості.
Тоді музей складався з двох розділів: етнографічна кімната, де зібрані предмети побуту, рушники та одяг поліщуків та кімната історії освіти.
Протягом наступного року було оформлено ще одну кімнату «Льонарство та бортництво на Поліссі». Музей поповнився великою кількістю цікавих експонатів. 26 червня 2007 року музей офіційно зареєстрований і одержав свідоцтво № 128 як Овруцький історико-краєзнавчий музей «Древлянські джерела».
Від 2012 — зразковий. Від 2018 відповідальною за роботу музейного комплексу є Лариса Прохоренко. Нині підпорядковується відділу з гуманітарних питань Овруцької міської ради.

## Експозиція
Функціонують три зали. У залі «Добробут древлянської родини» (39,1 м2) представлено унікальні рушники-завіски з древлянськими узорами, одяг, побутово-ужиткові речі (глиняні глечики, корзини, коромисло, хлібна лопата), ярмо для волів; ікони, одна з яких створена в 1904 році в Києво-Печерській лаврі, тощо.
У залі «Бортництво та льонарство» (29,1 м2) зібрано бортницький інвентар — колоди-вулики (борті), лезиво, короб, куріль — та розкрито розвиток льонарства на Овруччині, зокрема й на прикладі діючого ткацького верстату-кроснен.
Експозиція залу «Історія розвитку освіти» (67,4 м2) складається з 12-ти розділів — різних історичних етапів. Зберігаються книги, за якими навчалися діти в церковно-парафіяльних школах, учнівські підручники та посібники для вчителів початку 20 ст. Серед унікальних експонатів — «Букварь южнорусскій», укладений Тарасом Шевченком (1861); документ на безоплатний проїзд богданівської вчительки О. Чегренцової, виданий Овруцьким повітовим військово-революційним комітетом (1919); посвідчення делегата вчительської конференції гладковицької вчительки Н. Яковенко, яка виступала на 14-му надзвичайному з'їзді Рад УРСР (1937). Відтворено інтер'єри класної та піонерської кімнат. Зібрано значну кількість експонатів періоду 1960–80-х рр., коли в Овруцькому районі звели найбільшу кількість шкіл. Є багато фотографій, книг з автографами авторів (зокрема й педагога Г. Васяновича), спогадів, цікавих речових експонатів, матеріалів преси, документів. Оформлено стенд «Афганістан і Чорнобиль — поліська печаль». Зібрано цінні матеріали, присвячені випускникам шкіл Овруччини, які брали участь у ліквідації аварії на ЧАЕС, зокрема й Герою України М. Ващуку.
Створені вітражі давньоруських князів Володимира й Ярослава Мудрого, церковного діяча Петра Могили, історика М. Грушевського.

## Екскурсійна та інша робота
У музеї систематично проводиться просвітницька робота, екскурсії, лекції, уроки, є група учнів — екскурсоводів.
Зокрема, проводяться екскурсії «Українські вечорниці», «Історичне минуле рідного краю», «Історія нашого музею», театралізована екскурсія «Музейні цікавинки». На базі музейного комплексу організовують семінари для директорів та педагогів загальноосвітніх навчальних закладів Овруччини, а також виставки народних майстрів, презентації літературних творів, зустрічі з відомими людьми. Знято фільм «Микола Ващук — наш герой».
Функціонує гурток «Юні екскурсоводи-краєзнавці», де провадять дослідження за темами: «Архітектурні споруди міста Овруч», «Спасо-Преображенський собор — окраса міста», «Древня вишивка рушників Овруччини», «Відомі люди сучасності та минулого», «Загублена юність (про воїнів-афганців нашого району)», «Наші земляки — герої АТО» тощо.